# Teratogenesis
Teratogenesis è il secondo EP del gruppo musicale statunitense Revocation, pubblicato gratuitamente dalla Scion A/V il 25 settembre 2012.

## Tracce
1. The Grip Tightens – 4:10
2. Spurn the Outstretched Hand – 4:07
3. Maniacally Unleashed – 3:41
4. Teratogenesis – 4:06
5. Bound by Desire – 5:34

## Formazione
- David Davidson - voce, chitarra
- Brett Bamberger - basso
- Phil Dubois-Coyne - batteria
- Dan Gargiulo - chitarra, voce secondaria